# Leo Visser
Leendert „Leo“ Visser (* 13. Januar 1966 in Haastrecht) ist ein ehemaliger niederländischer Eisschnellläufer.
Visser wurde 1989 in Oslo Mehrkampfweltmeister und in Göteborg Mehrkampfeuropameister. Aufgrund dieser Erfolge zeichnete man ihn mit der Oscar Mathisen Memorial Trophy aus.
Bei den Olympischen Winterspielen 1988 in Calgary gewann Visser über 5000 Meter die Silbermedaille und über 10.000 Meter die Bronzemedaille. Vier Jahre später in Albertville gewann er Bronze über 1500 und 5000 Meter.
1987 stellte Visser einen Weltrekord über 3000 Meter (3:59,27 min) und über 5000 Meter (6:47,01 min) auf.

## Weblinks

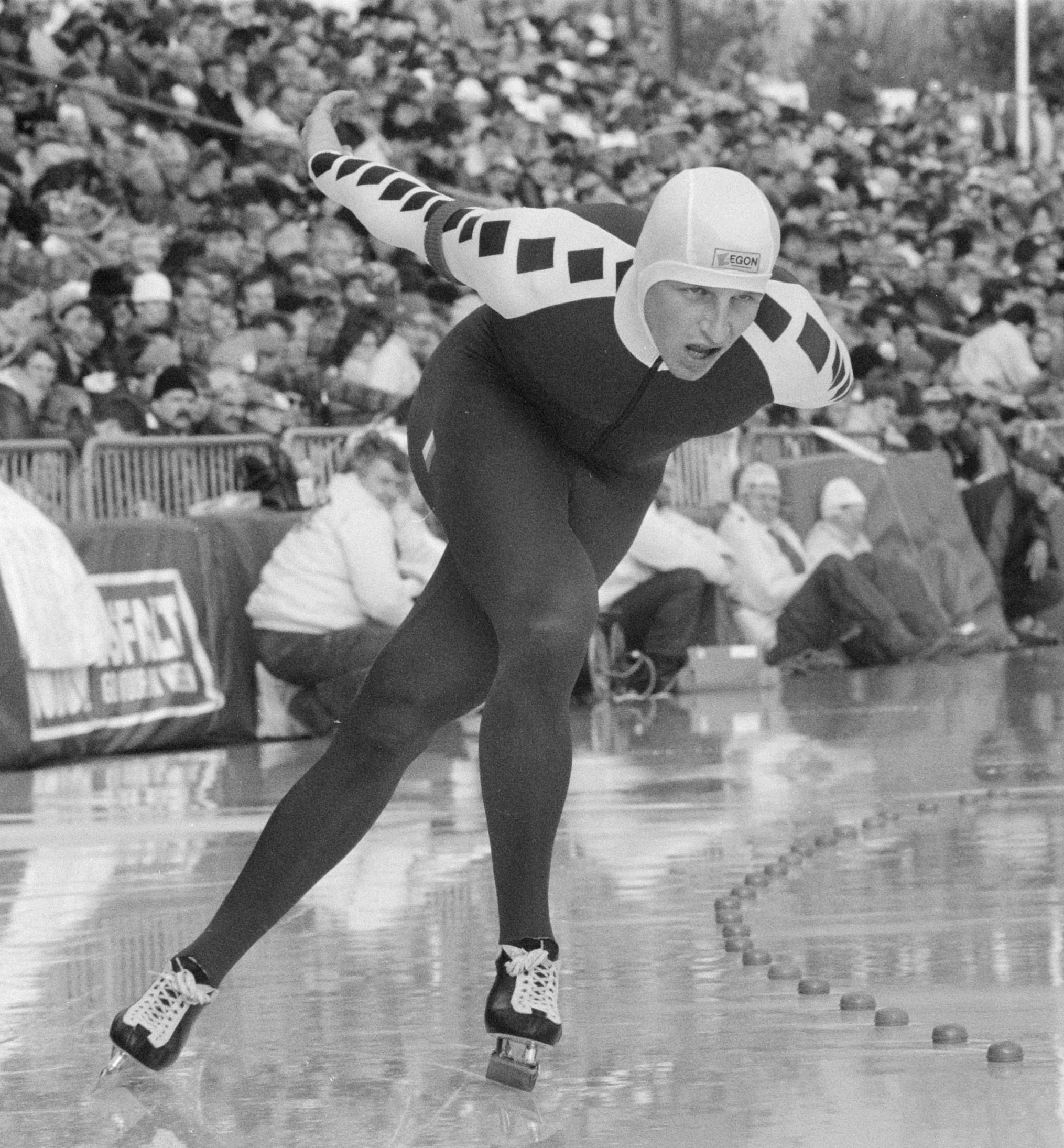
Leo Visser, 1988